# Jacques Bacheley
Pour les articles homonymes, voir Bacheley.
Jacques Bacheley, né en 1712 en Normandie et mort le 30 mai 1781 à Rouen, est un graveur à l'eau-forte et au burin, un dessinateur et un marchand d'estampes français.

## Biographie
Selon les sources, Jacques Bacheley serait né en 1712 à Pont-l'Évêque(Benezit) ou à Roncheville (Louis Du Bois) ou encore à Beaumont-le-Roger (Théodore-Éloi Lebreton,). La famille s'établit postérieurement à Rouen.
Fils d'un menuisier, il exerce lui-même cette profession jusqu'à l'âge de trente ans dans l'atelier paternel. Jean-Baptiste Descamps, fondateur de l'académie rouennaise de peinture, remarque chez Jacques Bacheley un talent pour le dessin et lui en enseigne les notions. Observant les rapides progrès de son élève, il le place chez un graveur d'orfèvrerie, Jacques, installé place de la Cathédrale à Rouen. Jacques Bacheley y réalise bientôt des cachets et des pièces d'argenterie.
Jacques Bacheley montrant des dispositions pour la pratique artistique, il est soutenu financièrement pour se rendre à Paris. Bénéficiant de la protection de Descamps, il devient l'élève Jacques-Philippe Le Bas, graveur réputé à la tête d'un atelier important. Son apprentissage dure quatre ans. Par la suite, Bacheley continue à graver pour Le Bas.
En 1752, il est de retour à Rouen. Le chirurgien Claude-Nicolas Le Cat l'emploie pendant seize ans à graver des planches anatomiques pour ses œuvres physiologiques et le loge dans sa maison.
Jacques Bacheley devient membre de l'académie de Rouen en 1772. Il a fait présent d'une vignette pour les livres de sa bibliothèque.
Il est mort le 30 mai 1781 à Rouen.

## Œuvres

### Vues topographiques: Rouen et ses environs.

Portrait gravé de Le Cat, d'après Montfiquet (musée du château de Versailles).

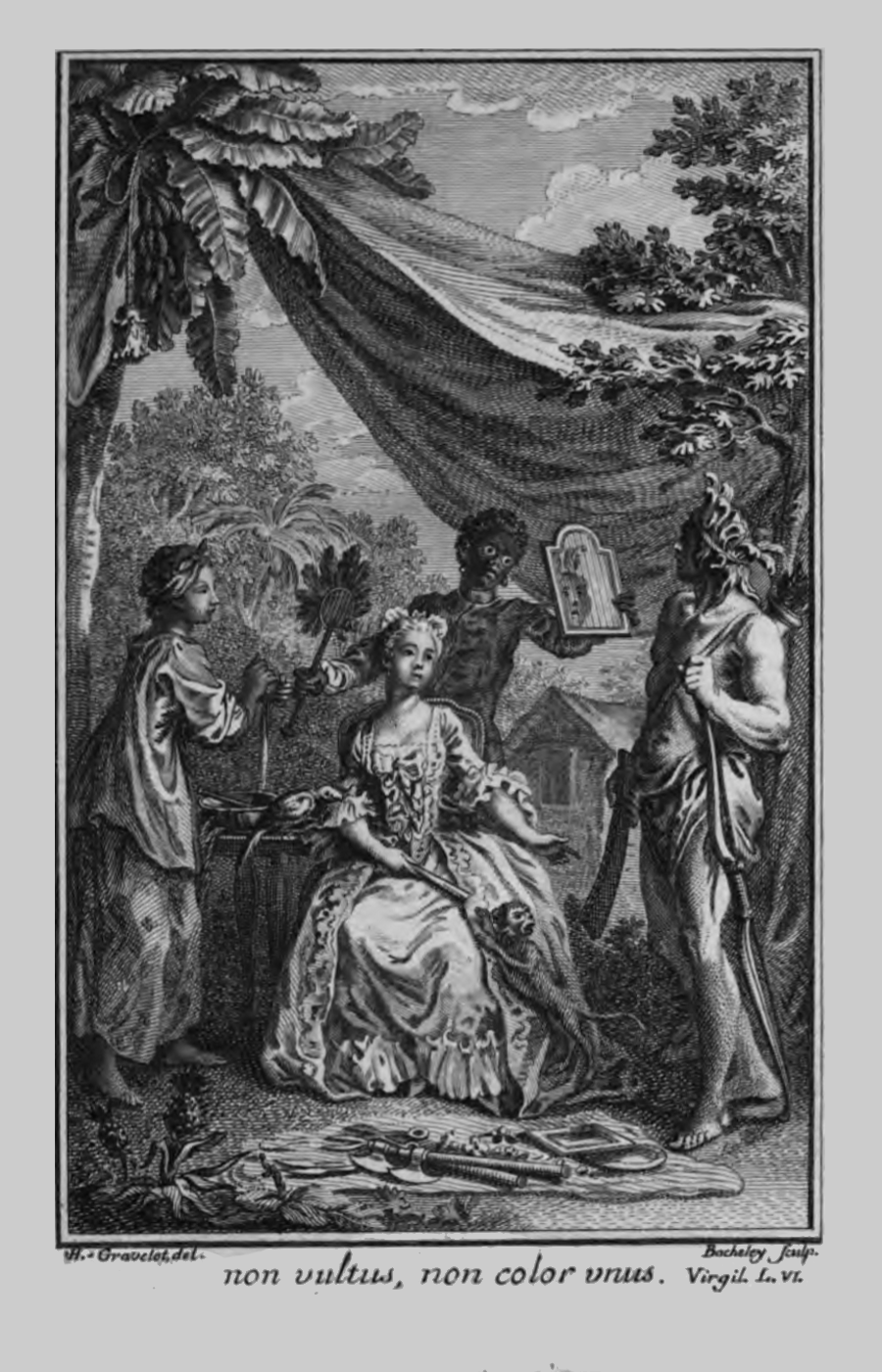
Illustration gravée d'après Gravelot pour le Traité de la couleur de la peau humaine (1765) de Le Cat.

Selon Théodore-Eli Lebreton, les gravures qui ont le plus contribué à établir la réputation de Bacheley, sont trois vues de Rouen : la première prise du Petit-Château, situé à l'extrémité de l'ancien pont de pierre (1765); la deuxième, de la côte Sainte-Catherine (1768); la troisième, de l'église des Chartreux. Une quatrième est restée à l'état de dessin.
Il est également l'auteur d'une vue du Havre.

### Travaux d'illustration scientifique pour Hoden et Le Cat
Au cours de sa carrière rouennaise, Bacheley grave diverses planches pour illustrer les travaux scientifiques et techniques.
Il collabore notamment avec Claude-Nicolas Le Cat, pour qui il grave les planches de son Traité de la couleur de la peau humaine (1765).
Il réalise pour Jacques Hoden, directeur des pompes à incendie, une estampe représentant la ville de Rouen, et quinze figures de pompes.

### Portraits
Il grave aussi le portrait de Fontenelle et celui de Le Cat.

### Œuvre d'interprétation
Les autres œuvres de cet artiste consistent principalement en paysages et marines, d'après divers maîtres hollandais . Nombre de ces gravures d'interprétation ont été réalisées pour le compte de Le Bas.
- Vue du château de Ryswick, d'après Jacob van Ruisdael[7]
- Vue des environs d'Utrecht, d'après Jacob van Ruisdael[7]
- Vue de Leyden, d'après P. Zorqué, éditée par Le Bas (1752)
- Vue de Rotterdam, d'après Jan van Goyen éditée par Le Bas (1757)
- deux Vue d'Italie d'après Bartholomé, éditées par Le Bas (1757)
- Vue du Tibre, d'après Breenbergh, éditée par Le Bas
- Vue d'une Tempête vers les côtes de Groenland, d'après Jean Peeters, éditée par Le Bas[7] (1757)

Il a également interprété plusieurs petits sujets d'après des dessins de Gravelot, dont des illustrations des fables d'Esope.